# Симодзё
Симодзё (яп. 下條村 Симодзё:-мура) — село в Японии, находящееся в уезде Симоина префектуры Нагано. Площадь села составляет 37,66 км², население — 4011 человек (1 августа 2014), плотность населения — 106,51 чел./км².

## Географическое положение
Село расположено на острове Хонсю в префектуре Нагано региона Тюбу. С ним граничат город Иида, посёлок Анан и сёла Ати, Ясуока.

## Население
Население села составляет 4011 человек (1 августа 2014), а плотность — 106,51 чел./км². Изменение численности населения с 1980 по 2005 годы:
| 1980 | 4078 чел. |  |
| 1985 | 4049 чел. |  |
| 1990 | 3859 чел. |  |
| 1995 | 4004 чел. |  |
| 2000 | 4075 чел. |  |
| 2005 | 4210 чел. |  |

## Символика
Деревом села считается Acer pycnanthum, цветком — космея.